# وتدية محيرة
وتدية محيرة (الاسم العلمي: Corynebacterium confusum) هي نوع من البكتيريا تتبع جنس الوتدية من فصيلة الوتديات.